# Dolph Lundgren
Hans Lundgren (Spånga, Estocolmo, 3 de noviembre de 1957), conocido como Dolph Lundgren, es un actor, director, guionista, ingeniero químico y productor sueco, nacionalizado estadounidense. Especialista en artes marciales, comenzó su carrera entrenando judo en 1973 para dejarlo en 1974 y adentrarse en el karate estilo Kyokushinkai, del cual posee el cinturón negro (4.º Dan). Además, cuenta con experiencia como boxeador amateur, participando en una pelea de exhibición contra Oleg Taktarov en 2007. Tiene una maestría en Ingeniería Química, formación académica en el MIT en esa misma área de la ciencia, y es políglota, ya que domina seis idiomas.
Dolph es famoso por sus películas de acción y artes marciales de Hollywood, y su primer éxito vino cuando interpretó al boxeador soviético Iván Drago en Rocky IV, en 1985.

## Biografía
Nacido en Estocolmo (Suecia), Dolph Lundgren tiene una complexión física imponente: mide 1,92 m. y pesa aproximadamente 113 kilos (250 lb). Ello, unido a una rutina regular de musculación, explica que se haya especializado en el cine de acción, labrándose una imagen de rudeza y en ocasiones de villano o malo.
Fue a la edad de 16 años cuando se interesó por las artes marciales, entrenando brevemente judo, pero ello no mermó su formación académica: después de realizar el servicio militar en su país se graduó en el Instituto Real Sueco de Tecnología. Luego obtuvo un máster en ingeniería química en la Universidad de Estocolmo (1982), centro donde compaginaba sus estudios con el trabajo de portero/guardaespaldas en una discoteca (Icabod's Cafe). Al año siguiente le concedieron una beca en matemáticas, del Programa Fulbright en el Instituto Tecnológico de Massachusetts (MIT) en 1983.
Fue en uno de sus viajes a Boston cuando conoció a Warren Robertson en Nueva York, quien le dio la oportunidad de presentarse al casting para el papel de Ivan Drago en Rocky IV. A los nueve meses de realizar la prueba recibió la llamada de Sylvester Stallone, quien le dijo que tenía el papel debido a su estupenda imagen y gran musculatura tan apropiada para ese papel. A partir de ahí su vida cambió completamente; si bien ya había tenido algún que otro contacto en el mundo del cine previamente, como en la película de James Bond A View to a Kill, donde aparece como matón y protector de su entonces novia, la actriz y cantante Grace Jones, que sería su pareja durante cuatro años.
Lundgren habla seis idiomas: sueco, inglés, alemán, francés, español y un poco de japonés. En 1973, comenzó su carrera en las artes marciales entrenando judo, deporte que dejó al poco tiempo. Ostenta el grado de cinturón negro cuarto Dan en karate estilo Kyokushinkai, asimismo ganó los campeonatos de karate a pleno contacto europeos en 1980 y 1981 y un torneo de peso pesado en Australia en 1982. Fue también miembro del equipo de precipitación de karate Kyokushin sueco para el Torneo Abierto del Mundo de 1979, arreglado por la Organización de Karate Kyokushin. Actualmente es un difusor incansable de este estilo de karate a nivel mundial, con cursos y demostraciones.
Fue seleccionado como líder del equipo de pentatlón moderno olímpico estadounidense en 1996 durante los Juegos Olímpicos de Atlanta, donde coordinó la planificación y otros detalles entre el equipo y el Comité Olímpico de los Estados Unidos.

## Carrera como actor

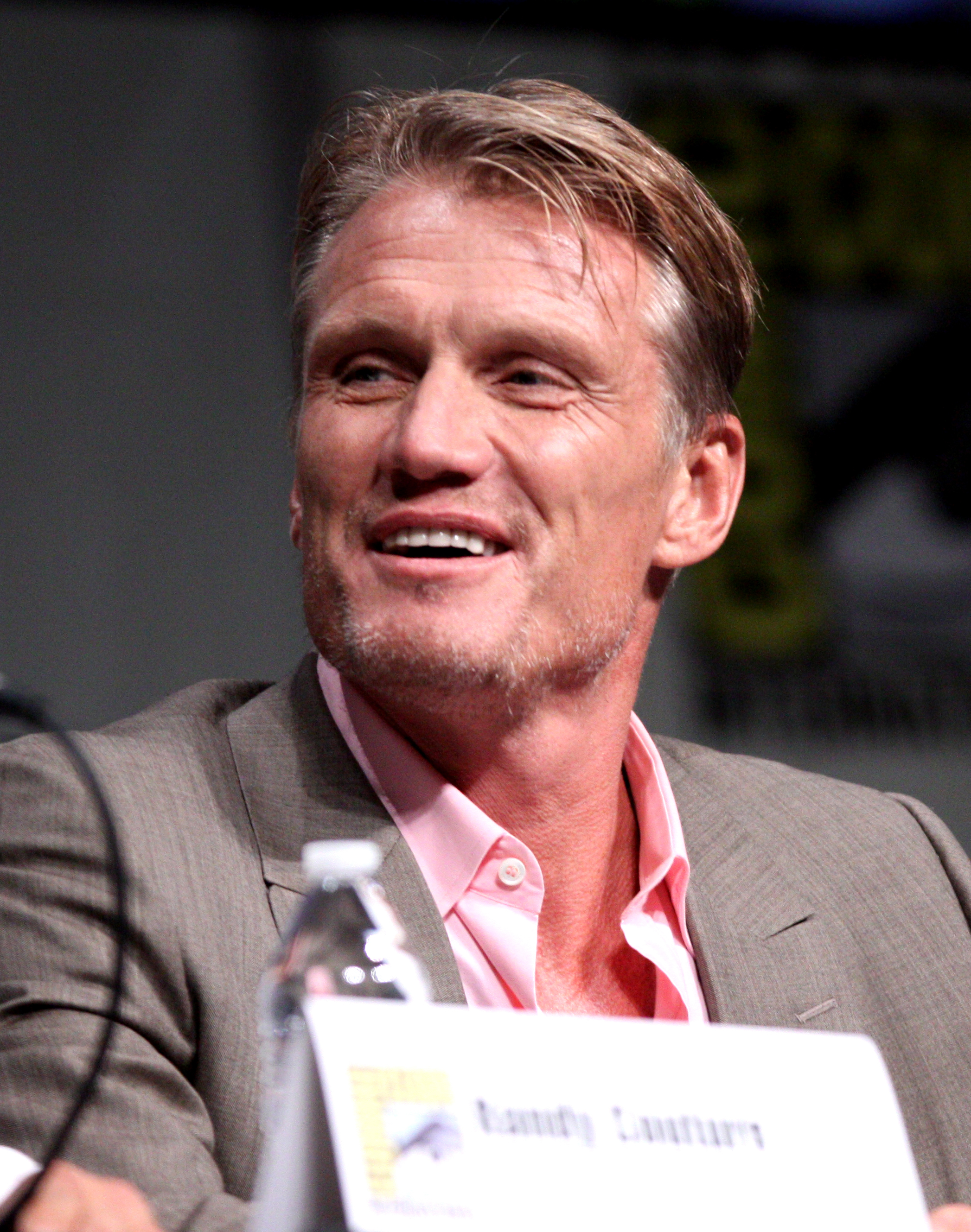
Dolph Lundgren en la Comic-Con de San Diego, en 2012.

En 1985, Lundgren hizo su debut de películas en el filme de la serie James Bond A View to a Kill. Entonces ganó a otros 5000 aspirantes para conseguir el papel de Iván Drago, el musculoso oponente de Sylvester Stallone en Rocky IV (1985). Su papel como Iván Drago fue todo un éxito, a pesar de que al principio fue rechazado para el papel, porque era demasiado alto. Después de Rocky IV se convirtió en una estrella de fama debido a su físico y empieza a salir en innumerables revistas posando como modelo, ídolo y símbolo sexual.
Se mudó a Los Ángeles, donde recibió su primer papel principal como He-Man en Masters del Universo (1987), basado en el popular juguete infantil de Mattel, siendo él la primera elección dentro del reparto. Pero debido al bajo presupuesto con el que contó la película el guion fue completamente retocado para abaratarla. La película fue un fracaso y ridiculizada por la mayor parte de la crítica, lo que hizo que se cancelaran los otras dos películas que iban a continuarla. Sin embargo, Lundgren encontró su vocación en las películas de acción.
Después de Masters of the Universe, realiza su propio vídeo de fitness, Máxima potencia (1988), en el que realiza diversos ejercicios tanto para el cuerpo como para la mente. Poco después interpreta su segundo papel protagonista en Escorpión rojo (1988), donde vuelve a hacer de soldado soviético, enviado a África para luchar contra los nativos de una aldea; el resultado es un personaje rudo, masculino y fuerte muy del gusto de los años 1980. En 1989 se tiñe el pelo de negro para caracterizar a Frank Castle, El Castigador, personaje de la famosa compañía de cómics estadounidense Marvel, en la película The Punisher 1989. Ese mismo año protagonizó la película Red Scorpion, dirigida por Joseph Zito.

### Años 1990
Al año siguiente, en 1990 viaja a Israel para protagonizar junto a Louis Gossett Jr. la película Cover Up (1989). En 1991 la Warner Bros produce la película Showdown in Little Tokyo (1991) junto al recordado Brandon Lee, hijo del popular luchador de artes marciales Bruce Lee; la película no tuvo el éxito deseado, aunque es una buena muestra del cine de acción de la época.
Es en 1991 cuando llegaría su segundo gran éxito de la gran pantalla, con el rodaje de Soldado universal (1992), que protagoniza junto con la otra estrella de acción del momento, Jean Claude Van Damme. El rodaje estuvo lleno de "piques" entre ambas estrellas, debido a que ambos querían ser la estrella indiscutible de la película, llevándose Van Damme el gato al agua para unos y Dolph Lundgren para otros; en ciertos medios se llegó a afirmar que la competencia entre ambos casi llegó a las manos el día de la prèmiere mundial, aunque no dejó de ser un show para promocionar el filme. La película fue un éxito y generó muchos fanáticos de Lundgren. En el verano de 1992 rueda Fuga mortal (1993), dirigida por el especialista en escenas de acción Vic Armstrong. A finales de ese año propone matrimonio a Annette Qviberg, con quien tiene dos hijos y de quien se divorció en 2011. En 1993 crea su propia productora de películas, Thor Productions, la cual solo produjo la película Pentathlon (1994), donde interpreta a un guapo atleta alemán que huye de su país para nacionalizarse estadounidense. En 1994 viaja a Bali, Indonesia, para realizar una de las películas favoritas del actor, Hombres de guerra (1994). Más tarde obtiene un papel secundario en la futurista Johnny Mnemonic (1995), que protagoniza Keanu Reeves. Ese mismo año rueda en Praga Desafío final (1995) y Soldado (1996), en Francia. Sus siguientes películas a finales de 1990, Chantaje nuclear (1997), Blackjack (1998), El enviado (1998), Desactivador (1998), Juego de dragones (1999) y Cazador de tormentas (1999).

### Años 2000
En el siglo siguiente, Deseos ocultos (2000), La última patrulla (2000), Agente rojo (2000) y Agenda oculta (2001) muestran a un Lundgren en declive y donde se acentúa al máximo protagonista de películas de serie B, llevadas directamente al formato VHS y DVD. Esto hace que se tome un par de años sabáticos para recapacitar y dedicar más tiempo a su familia. Vuelve en 2003 con las decepcionantes Desafío en las aulas (2003), Direct Action (2004) y Commander (2004). 

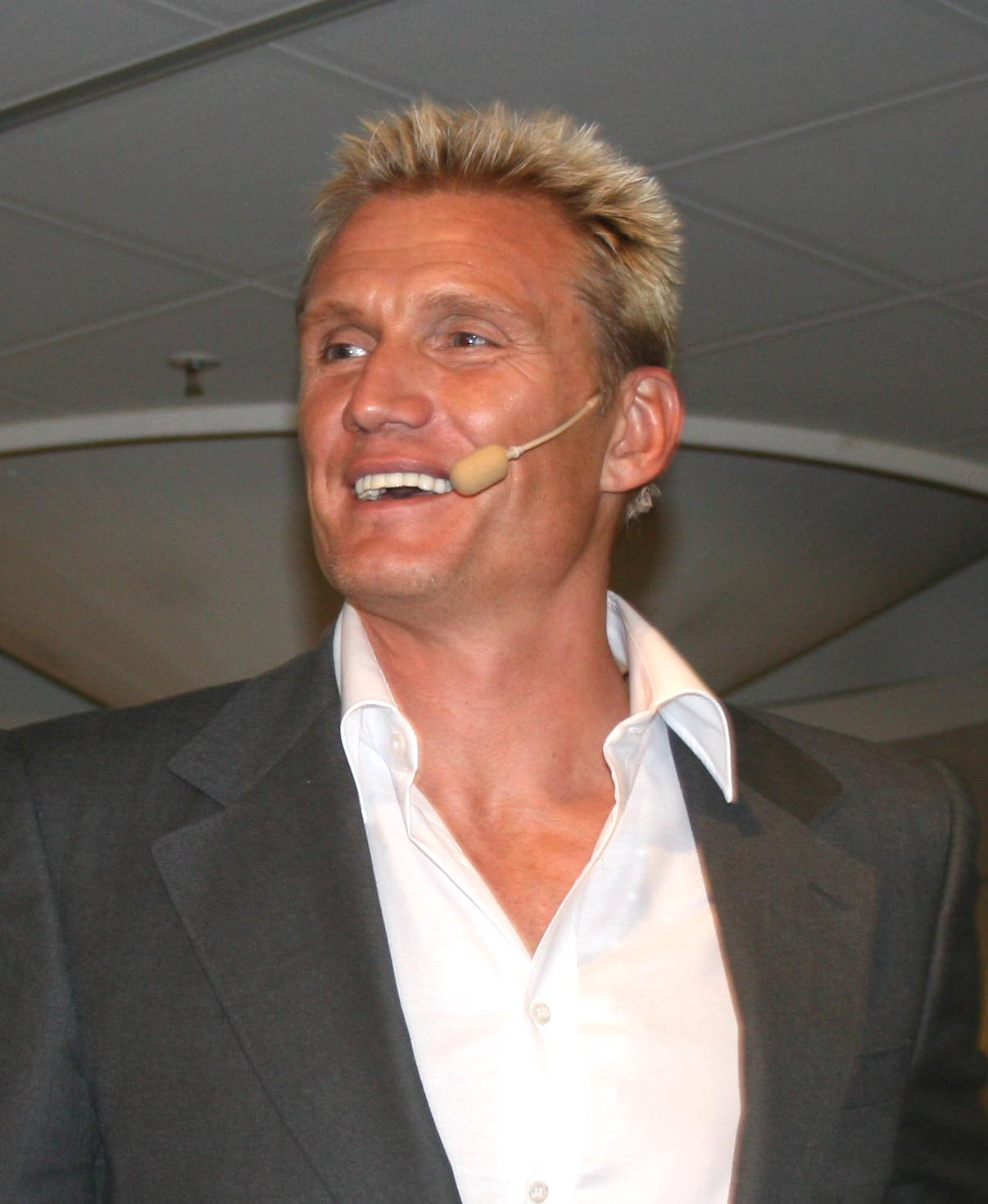
Lundgren en 2007

Harto de que sólo le ofrecieran películas de bajo coste y de guiones estériles, decide empezar a dirigirse él mismo en El protector (2004) y la más que aceptable Venganza roja (2005), donde se muestra a un Lundgren mucho más maduro en la interpretación, dejando muy atrás esos años en los que se limitaba a poner delante de la cámara su musculoso físico y su mirada desafiante. En 2007, tras casi 15 años, vuelve a los cines de algunos países europeos con la aventura histórica de En busca de la tumba de Cristo (2006), donde comparte cartel con actores de prestigio. Sus últimos trabajos son Deudas de sangre (2007) y El arcángel (2008) o Missionary Man, como se le conoce en Estados Unidos, un western moderno rodado en Texas donde Lundgren llega a un poblado indio bajo el yugo de un mafioso mandamás de allí, una película totalmente serie B.

### Años 2010
En 2010 fue elegido por la televisión sueca SVT para presentar el Melodifestivalen 2010 junto a Måns Zelmerlöw y Christine Meltzer. Su última aparición cinematográfica viene de la mano de su excompañero, Sylvester Stallone, en Los mercenarios (The Expendables, 2010) y más recientemente, en 2011, En el nombre del Rey 2.
El 21 de enero de 2015, Lundgren comenzó a filmar Shark Lake directamente para video en la costa del Golfo de Misisipi. A esto le siguieron otras seis semanas de rodaje en la "zona de Reno-Tahoe". En la película, interpreta a Clint Gray, un comerciante en el mercado negro de especies exóticas responsable de la liberación de un peligroso tiburón en el lago Tahoe. Dirigida por Jerry Dugan, el presupuesto de la película fue de 2 millones de dólares. El 23 de mayo, se estrenó la película War Pigs directamente en video en el GI Film Festival. En la película, Lundgren coprotagonizó (junto a Luke Goss) como el capitán Hans Picault, un legionario francés que entrena a un grupo de infantería del ejército de los Estados Unidos. Para ir detrás de las líneas enemigas y exterminar a los nazis. En agosto de 2015, comenzó a filmar Kindergarten Cop 2 en Ontario, Canadá, una secuela directa a video de la película de comedia de 1990 protagonizada por Arnold Schwarzenegger. Interpreta al Agente Reed, un agente de la ley que debe actuar de incógnito como maestro de jardín de infantes para recuperar una unidad informativa perdida del Programa Federal de Protección de Testigos. A lo largo de ese año, protagonizó varias otras películas directamente en video, incluido el thriller policial The Good, the Bad and the Dead y la película sobre la prisión Riot. Protagonizó el video musical de  «Believer» de Imagine Dragons que fue lanzado el 7 de marzo de 2017. En agosto de 2017, interpretó la versión futura de Gil Shepard en la película de Syfy Sharknado 5: Global Swarming.
En 2016, Lundgren personificó a Derek en la película Welcome to Willits, dirigida por Trevor Ryan, que se estrenará en 2017.
En 2018 se estrenó Black Water, un thriller de acción dirigido por Pasha Patriki. Coprotagoniza con Jean-Claude Van Damme la quinta colaboración entre ambos actores, así como la primera vez que aparecen juntos como aliados en pantalla. Lundgren repitió su papel de Ivan Drago de Rocky IV en Creed II, la secuela de Creed en 2018. Interpretó a un Drago mayor y empobrecido en la película, que también presenta al hijo del personaje, Viktor. Esto marcó el comienzo de lo que New York Magazine ha descrito como el "regreso" de Lundgren. También ese año, Lundgren apareció en la película Aquaman de DC Extended Universe, del director James Wan, como el rey submarino Nereus.

## Vida personal

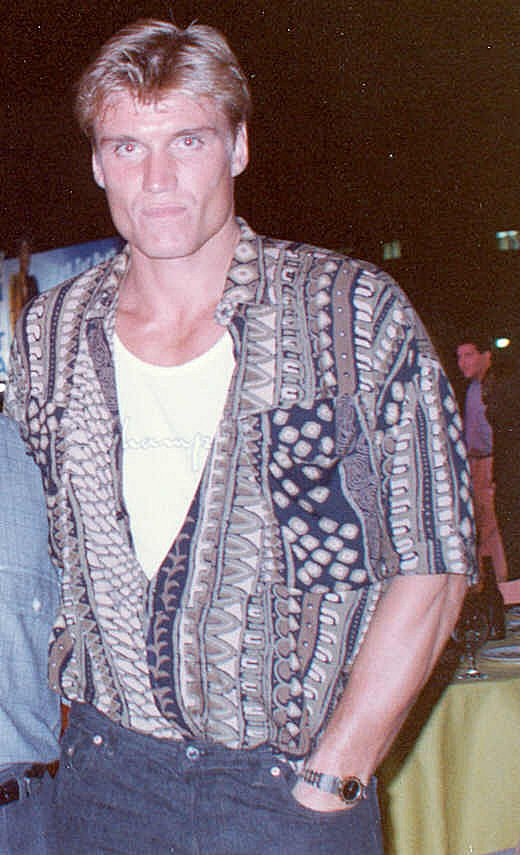
Dolph Lundgren en 1990

Tras cuatro años de relación con Grace Jones, destaca su noviazgo con la modelo Paula Barbieri, quien sería también "ex" del famoso jugador de fútbol americano O. J. Simpson. Se casó con Anette Qviberg, diseñadora de joyería y estilista de modas desde 1994. Se divorciaron en 2011. La pareja pasaba su tiempo entre su casa en Londres y Marbella. Tienen dos hijas en común: Ida Sigrid Lundgren (nacida en 1996) y Greta Eveline Lundgren (nacida en 2001).
Dice hablar seis idiomas, aunque hoy por hoy, debido a la falta de práctica sólo domina el inglés, alemán y sueco, y del francés, japonés y español recuerda "unas cuantas frases". Justo después de terminar Masters of the Universe (1987) recibió una gran cantidad de ofertas en muchas películas, como la invitación a interpretar a los héroes del cómic, el Capitán América y Thor, así como a The Phantom o a Ben Richards en el filme The Running Man (1987), papel que fue a parar a Arnold Schwarzenegger. Además, le propusieron hacer la serie Hércules, que rechazó.
Debido al poco éxito de la película Masters del Universo, se cancelaron sus dos continuaciones. Pero el guion de la segunda parte ya estaba terminado, por lo que los productores decidieron utilizarlo y retocarlo (de nuevo) para hacer Cyborg (1989), con Jean Claude Van Damme.
En la serie animada Los Padrinos Mágicos, el personaje recio Jorgen Von Strángulo está basado físicamente en el actor.
En la serie Masters of the Universe de 2002, el personaje He-Man estaba basado de pies a cabeza en el perfil de Lundgren.
Es un gran fan de la música, toca la batería. Gran aficionado a los coches, conduce y es propietario de varios Ferraris.

### Lucha contra el cáncer
En abril de 2023, Lundgren reveló su lucha secreta contra un cáncer de riñón cuyo sombrío diagnóstico en 2015 era de avanzada etapa, pasando a ser agresivo en 2020 y que logró superar gracias a una especialista y a un particular tratamiento remitiendo satisfactoriamente en 2023.

## Filmografía

### Películas
| Año  | Película                                                  | Personaje                            | Actor | Director | Productor | Escritor | Notas                                                               |
| ---- | --------------------------------------------------------- | ------------------------------------ | ----- | -------- | --------- | -------- | ------------------------------------------------------------------- |
| 1985 | A View to a Kill                                          | Venz                                 | Sí    |          |           |          | Cameo                                                               |
| 1985 | Rocky IV                                                  | Iván Drago                           | Sí    |          |           |          |                                                                     |
| 1987 | Masters of the Universe                                   | He-Man                               | Sí    |          |           |          |                                                                     |
| 1987 | Maximum Potential                                         | Él mismo                             | Sí    |          |           | Sí       | Directo a video                                                     |
| 1988 | Red Scorpion                                              | Teniente Nikolai Petrovitch Rachenko | Sí    |          |           |          |                                                                     |
| 1988 | R.P.G. II                                                 | Guardavidas                          | Sí    |          |           |          | Cortometraje, Cameo                                                 |
| 1989 | The Punisher                                              | Frank Castle/The Punisher            | Sí    |          |           |          | Directo a video                                                     |
| 1990 | I Come in Peace                                           | Det. Jack Caine                      | Sí    |          |           |          |                                                                     |
| 1991 | Cover Up                                                  | Mike Anderson                        | Sí    |          |           |          | Directo a video                                                     |
| 1991 | Showdown in Little Tokyo                                  | Sargento Chris Kenner                | Sí    |          |           |          |                                                                     |
| 1992 | Universal Soldier                                         | Sgt. Andrew Scott / GR13             | Sí    |          |           |          |                                                                     |
| 1993 | Joshua Tree                                               | Wellman Anthony Santee               | Sí    |          |           |          | Directo a video                                                     |
| 1994 | Sunny Side Up                                             | Él mismo                             | Sí    |          |           |          | Cameo                                                               |
| 1994 | Pentathlon                                                | Eric Brogar                          | Sí    |          | Sí        |          | Directo a video. También Productor ejecutivo                        |
| 1994 | Men of War                                                | Sargento Nick Gunar                  | Sí    |          |           |          | Directo a video                                                     |
| 1995 | Johnny Mnemonic                                           | Karl Honig                           | Sí    |          |           |          |                                                                     |
| 1995 | The Shooter                                               | U.S. Marshal Michael Dane            | Sí    |          |           |          | Directo a video                                                     |
| 1996 | Silent Trigger                                            | Waxman "Shooter"                     | Sí    |          |           |          | Directo a video                                                     |
| 1997 | The Peacekeeper                                           | Mayor Frank Cross                    | Sí    |          |           |          | Directo a video                                                     |
| 1998 | The Minion                                                | Lukas Sadorov                        | Sí    |          |           |          | Directo a video                                                     |
| 1998 | Sweepers                                                  | Christian Erickson                   | Sí    |          |           |          | Directo a video                                                     |
| 1999 | Bridge of Dragons                                         | Warchild                             | Sí    |          |           |          | Directo a video                                                     |
| 1999 | Storm Catcher                                             | Jack Holloway                        | Sí    |          |           |          | Directo a video                                                     |
| 2000 | Jill Rips                                                 | Matt Sorenson                        | Sí    |          |           |          | Directo a video                                                     |
| 2000 | The Last Warrior                                          | Nick Preston                         | Sí    |          |           |          | Directo a video                                                     |
| 2000 | Agent Red                                                 | Matt Hendricks                       | Sí    |          |           |          | Directo a video                                                     |
| 2001 | Hidden Agenda                                             | Agente Jason Price                   | Sí    |          |           |          | Directo a video                                                     |
| 2003 | Detention                                                 | Sam Decker                           | Sí    |          |           |          | Directo a video                                                     |
| 2004 | Direct Action                                             | Frank Gannon                         | Sí    |          |           |          | Directo a video                                                     |
| 2004 | Fat Slags                                                 | Randy                                | Sí    |          |           |          | Cameo                                                               |
| 2004 | Retrograde                                                | John Foster                          | Sí    |          |           |          | Directo a video                                                     |
| 2004 | The Defender                                              | Lance Rockford                       | Sí    | Sí       |           |          | Debut como Director; Directo a video                                |
| 2005 | The Mechanik                                              | Nikolai "Nick" Cherenko              | Sí    | Sí       |           | Sí       | Directo a video, Historia                                           |
| 2006 | The Inquiry                                               | Brixos                               | Sí    |          |           |          |                                                                     |
| 2007 | Diamond Dogs                                              | Xander Ronson                        | Sí    | Sí       | Sí        |          | Directo a video,También Productor ejecutivo, Director sin acreditar |
| 2007 | Missionary Man                                            | Ryder                                | Sí    | Sí       |           | Sí       | Estreno limitado                                                    |
| 2009 | Direct Contact                                            | Mike Riggins                         | Sí    |          |           |          | Directo a video                                                     |
| 2009 | Command Performance                                       | Joe                                  | Sí    | Sí       |           | Sí       | Directo a video, Historia                                           |
| 2009 | Universal Soldier: Regeneration                           | Andrew Scott                         | Sí    |          |           |          | Estreno limitado                                                    |
| 2010 | Icarus                                                    | Edward Genn / Icarus                 | Sí    | Sí       |           |          | Estreno limitado                                                    |
| 2010 | The Expendables                                           | Gunner Jensen                        | Sí    |          |           |          |                                                                     |
| 2011 | En el nombre del rey 2                                    | Granger                              | Sí    |          |           |          | Directo a video                                                     |
| 2012 | Small Apartments                                          | Dr. Sage Mennox                      | Sí    |          |           |          | Estreno limitado                                                    |
| 2012 | Stash House                                               | Andy Spector                         | Sí    |          | Sí        |          | Estreno limitado, También Productor ejecutivo                       |
| 2012 | One in the Chamber                                        | Aleksey "The Wolf" Andreev           | Sí    |          |           |          | Directo a video                                                     |
| 2012 | The Expendables 2                                         | Gunner Jensen                        | Sí    |          |           |          | Directo a video                                                     |
| 2012 | Universal Soldier: Day of Reckoning                       | Sgt. Andrew Scott                    | Sí    |          |           |          | Estreno limitado                                                    |
| 2013 | The Package                                               | "The German"                         | Sí    |          |           |          | Estreno limitado                                                    |
| 2013 | Legendary                                                 | Harker                               | Sí    |          |           |          | Directo a video                                                     |
| 2013 | Battle of the Damned                                      | Max Gatling                          | Sí    |          | Sí        |          | Estreno limitado, También Productor ejecutivo                       |
| 2013 | Ambushed                                                  | Agente Evan Maxwell                  | Sí    |          | Sí        |          | Directo a video                                                     |
| 2013 | Blood of Redemption                                       | Axel "The Swede"                     | Sí    |          |           |          | Directo a video                                                     |
| 2014 | Puncture Wounds                                           | Hollis                               | Sí    |          | Sí        |          | Directo a video                                                     |
| 2014 | The Expendables 3                                         | Gunner Jensen                        | Sí    |          |           |          |                                                                     |
| 2014 | Skin Trade: Tráfico humano                                | Det. Nick Cassidy                    | Sí    |          | Sí        | Sí       | Estreno limitado, Historia                                          |
| 2014 | Electric Boogaloo: The Wild, Untold Story of Cannon Films | Él mismo                             | Sí    |          |           |          | Documental                                                          |
| 2015 | War Pigs                                                  | Hans Picault                         | Sí    |          |           |          | Estreno limitado                                                    |
| 2015 | The Good, the Bad and the Dead                            | Agente Bob Rooker                    | Sí    |          |           |          | Directo a video                                                     |
| 2015 | Shark Lake                                                | Clint Gray                           | Sí    |          | Sí        |          | Estreno limitado                                                    |
| 2015 | Riot                                                      | Agente William                       | Sí    |          |           |          | Directo a video                                                     |
| 2015 | Malchishnik                                               | Esposo de Natasha                    | Sí    |          |           |          | Cameo                                                               |
| 2016 | Hail, Caesar!                                             | Comandante del submarino             | Sí    |          |           |          | Cameo sin acreditar                                                 |
| 2016 | Kindergarten Cop 2                                        | Agente Zack Reed                     | Sí    |          | Sí        |          | Directo a video, También Productor ejecutivo                        |
| 2016 | Don't Kill It                                             | Jebediah Woodley                     | Sí    |          | Sí        |          | Estreno limitado, También Productor ejecutivo                       |
| 2016 | Female Fight Club                                         | Sam Holt                             | Sí    |          |           |          | Estreno limitado                                                    |
| 2016 | Welcome To Willits                                        | Derek Hutchinson                     | Sí    |          |           |          | Estreno limitado                                                    |
| 2017 | Larceny                                                   | Jack                                 | Sí    |          |           |          | Directo a video                                                     |
| 2017 | Altitude                                                  | Matthew Sharpe                       | Sí    |          |           |          | Estreno limitado                                                    |
| 2017 | Dead Trigger                                              | Kyle Walker                          | Sí    |          |           |          | Estreno limitado                                                    |
| 2017 | Stopping Traffic                                          | Él mismo                             | Sí    |          |           |          | Documental                                                          |
| 2018 | Black Water                                               | Marco                                | Sí    |          |           |          | Estreno limitado                                                    |
| 2018 | Creed II                                                  | Iván Drago                           | Sí    |          |           |          |                                                                     |
| 2018 | Aquaman                                                   | Rey Nereus                           | Sí    |          |           |          |                                                                     |
| 2019 | The Tracker                                               | Aiden Hakansson                      | Sí    |          |           |          | Estreno limitado                                                    |
| 2019 | Acceleration                                              | Agente Evan Maxwell                  | Sí    |          |           |          | Estreno limitado                                                    |
| 2019 | Hard Night Falling                                        | Michael Anderson                     | Sí    |          | Sí        |          | Directo a video                                                     |
| 2019 | One Night: Joshua vs. Ruiz                                | Él mismo                             | Sí    |          |           |          | Documental                                                          |
| 2021 | Pups Alone                                                | Victor                               | Sí    |          |           |          | Estreno limitado                                                    |
| 2021 | Seal Team                                                 | Dolph                                | Sí    |          |           |          | Voz                                                                 |
| 2021 | Castle Falls                                              | Richard Ericson                      | Sí    | Sí       | Sí        |          | Estreno limitado                                                    |
| 2021 | The Making of 'Rocky vs. Drago'                           | Él mismo                             | Sí    |          |           |          | Documental                                                          |
| 2022 | Minions: The Rise of Gru                                  | Svengeance                           | Sí    |          |           |          | Voz                                                                 |
| 2022 | Section Eight                                             | Tom Mason                            | Sí    |          | Sí        |          | Estreno limitado, También Productor ejecutivo                       |
| 2022 | Operation Seawolf                                         | Capitán Hans Kessler                 | Sí    |          |           |          | Estreno limitado                                                    |
| 2022 | Come Out Fighting                                         | Mayor Chase Anderson                 | Sí    |          |           |          | Direct-to-video                                                     |
| 2023 | The Best Man                                              | Anders                               | Sí    |          |           |          | Estreno limitado                                                    |
| 2023 | Expend4bles                                               | Gunner Jensen                        | Sí    |          |           |          |                                                                     |
| 2023 | Showdown at the Odessa                                    | Claude Luc Hallyday                  | Sí    |          |           |          |                                                                     |
| 2023 | Aquaman y el Reino Perdido                                | Rey Nereus                           | Sí    |          |           |          |                                                                     |
| 2024 | Wanted Man                                                | Travis Johansen                      | Sí    | Sí       | Sí        | Sí       |                                                                     |
| 2025 | Mutant Year Zero                                          | TBA                                  | Sí    |          |           |          | Voz                                                                 |
| 2025 | Hellfire                                                  | Wiley                                | Sí    |          |           |          |                                                                     |
| 2025 | Exit Protocol                                             | Charles Managold                     | Sí    |          |           |          |                                                                     |
| 2025 | Dolph: Fights Worth Fighting                              | Él mismo                             | Sí    |          | Sí        |          | Documental, También Productor ejecutivo                             |

### Televisión
| Año       | Título                            | Personaje              | Notas                                   |
| --------- | --------------------------------- | ---------------------- | --------------------------------------- |
| 1989      | Les Nuls                          | Él mismo - Pleurnisher | Episodio: "Pleurnisher"                 |
| 1998      | Blackjack                         | Silk                   | Película para televisión                |
| 2010      | Chuck                             | Marco                  | Episodio: "Chuck vs. the Anniversary"   |
| 2013-2014 | SAF3                              | Capitán John Eriksson  | Serie de televisión - 12 Episodios      |
| 2015      | Workaholics                       | Él mismo               | Episodio: "Blood Drive"                 |
| 2015      | Sanjay y Craig                    | Él mismo               | Episodio: "Huggle Day", Voz             |
| 2016-2017 | Arrow                             | Konstantin Kovar       | Serie de televisión - 6 Episodios       |
| 2017      | Tour de Pharmacy                  | Gustav Ditters         | Película para televisión                |
| 2017      | Sharknado 5: Global Swarming      | Gil Shepard adulto     | Película para televisión                |
| 2018      | Broken Sidewalk                   | Herb                   | Episodio Piloto                         |
| 2019      | It's Always Sunny in Philadelphia | John Thundergun        | Episodio: "Thunder Gun 4: Maximum Cool" |
| 2023      | The Family Stallone               | Él mismo               |                                         |
| 2023      | Hell's Kitchen                    | Él mismo               | Episodio: "Just Bring the DARN Fish!"   |
| TBA       | The Witcher Rats                  | Brehen                 |                                         |

### Premios y nominaciones
| Año  | Premio                                                       | Trabajo nominado | Resultado |
| ---- | ------------------------------------------------------------ | ---------------- | --------- |
| 1985 | Premio Marshall al Mejor Actor                               | Rocky IV         | Ganador   |
| 2007 | Fantastic Lantern                                            | Él mismo         | Ganador   |
| 2013 | Lifetime Achievement Award Best Actor Historical Blockbuster | Rocky IV         | Ganador   |

### Videos musicales
| Año  | Título     | Artista         | Papel    |
| ---- | ---------- | --------------- | -------- |
| 2017 | "Believer" | Imagine Dragons | Boxeador |